# Istoria cartofului în Europa

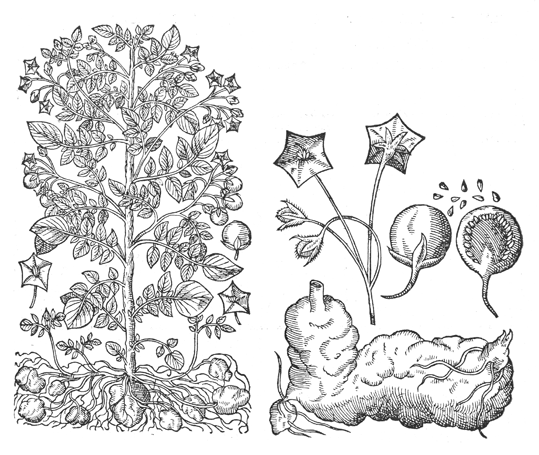
Ilustrație din Theatri botanici (1671) de Gaspard Bauhin

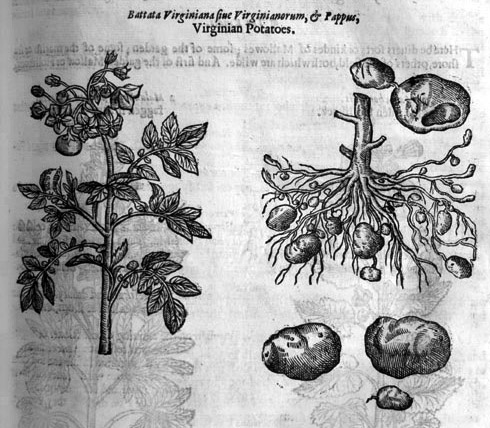
Ilustrație de John Gerard The Herball or Generall Historie of Plantes (1633). La lucrare a contribuit și Thomas Johnson

Istoria cartofului în Europa începe după  anul 1530 când spaniolii au descoperit cartoful în Peru și l-au introdus în Spania și în țările din sudul Europei în jurul anului 1540. Patruzeci de ani mai târziu, amiralul englez Raleigh îl introduce în Insulele Britanice și în Țările de Jos. În vremea aceea, cartoful era considerat toxic pentru om deoarece se considera că provocă lepra și nu era folosit decât la hrănirea vitelor.
Cercetătorul Tjomsland în 1956 spunea că această plantă a ajuns în Europa prin intermediul grădinilor de plante medicinale. Potrivit scrierilor contelui Berchtol (1842) cartoful a fost amintit prima oară de călugărul spaniol Roman Pane cel care a fost lăsat ca misionar în a doua călătorie a lui Cristofor Columb în America din anul 1496. Peter Martyr d'Anghiera, pe baza relatărilor lui Roman Pane, amintea de cartof în scrisorile sale din 1511.

## Introducerea cartofului în Spania
Sub numele de papas, cartoful a fost în continuare descris de Dezarte, Pedro Cieza de León, Francisco López de Gómara și de José de Acosta în același an - în 1544.
Nu există niciun document care să dateze exact apariția cartofului pe coastele Spaniei. Este posibil, potrivit lui Saffort ca tuberculii de cartofi să fi fost în bucătăria unui vapor din flota lui Carol Quintul care transporta aur și argint din minele de la Potosis.

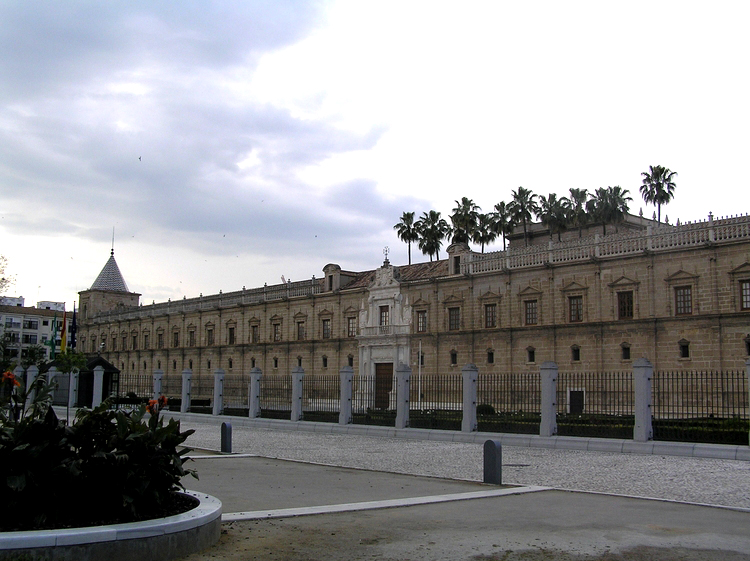
În 1573, la Spitalul de la Sangre cartoful era deja folosit

Hamilton, în 1934, descoperă în dosarele de contabilitate din Spitalul de la Sangre din Sevilla, că înainte de 1573 cartoful era cumpărat pentru hrană și ca medicament.
Înainte de 1584 se cumpărau doar 0,5 kg de cartofi pentru acest spital, dar mai târziu cantitatea a crescut la 25 kg. Dacă planta trebuia mai întâi înmulțită se poate data introducerea cartofului în Spania undeva în jurul anului 1569. 
La început cartoful nu era răspândit. În 1653, Bernabé Cobo editează lucrarea Historia del Nuevo Mundo. Din această carte, în 1915, Jiménez De La Espada citează o scrisoare a lui Diego Dávilla Briceños (care a stat 45 de ani în Peru) care spunea că dacă am cultiva cartoful la fel și în Spania [ca în Peru], atunci ne-ar fi de mare folos în anii când este foamete.

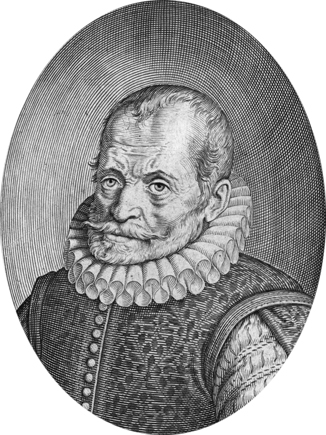
Carolus Clusius sau Charles de l'Écluse (1526 - 1609)

## Papa primește o ladă de cartofi
În 1565, din partea regelui Filip al II-lea al Spaniei, Papa Pius al IV-lea a primit o ladă de cartofi din Peru. Papa ar fi făcut o glumă ca o aluzie la asemănarea dintre cuvintele papas și papa. Pius a trimis o parte din cartofi cardinalului Olandei și prefectului spaniol De Mons în Hainaut, Filip de Silvry, care era și el bolnav. Câțiva tuberculi obținuți prin înmulțire au ajuns la grădina botanică din Viena, potrivit botanistului Carolus Clusius, care era custode al acestei grădini din 1573. În 1576 publică Rariorum aliquot stirpium per Hispanias observatarum historia și în 1601 Rariorum plantarum historia în care descrie planta.

## Introducerea cartofului în Anglia și Irlanda

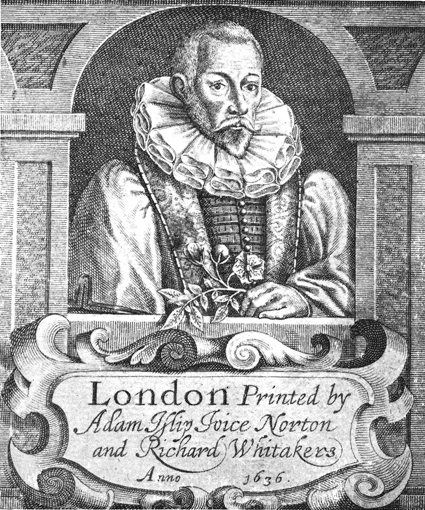
John Gerard (1545 – 1611 sau 1612)

Botanistul englez William Turner (decedat în 1568) nu cunoștea cartoful, deși călătorise prin toată Europa. Primul englez care scrie despre cartofi este John Gerard, care, în 1596-97, îl descrie în lucrarea sa Great Herball, or Generall Historie of Plantes sub denumirea Papus orbiculatus. În 1599 el adaugă și denumirea Bastard potates. În 1633 împreună cu Thomas Johnson, o rescrie sub denumirea The Herball or Generall Historie of Plantes. În această carte John Gerard apreciază în mod eronat țara de origine a cartofului, precizând că a primit cartoful din Virginia sub denumirea Batata virginiana sive verginionorum et Poppus. Acest cartof era adus în Anglia de Francis Drake în 1586. Timp de 300 de ani, pe baza acestei erori, s-a considerat că planta este originară din Virginia și nu din Peru. Cartoful ar fi ajuns în Virginia la 150 de ani după menționarea sa. Cercetătorii consideră că Gerard a confundat cartoful cu Glycine apios, o plantă care crește în Virginia și pe care băștinașii o numesc openowk.
Pe baza descrierilor lui John Gerard și ale lui Harrcot s-a crezut mult timp că în Anglia cartoful a fost adus de Francis Drake, iar în Irlanda de Sir Walter Raleigh. Este posibil ca Francis Drake să fi fost în contact cu cartofii doar o singură dată, în America de Sud, pe 25 noiembrie 1586 când a acostat pe coasta chiliană, insula La Macha pentru aprovizionare cu porumb, cartofi și animale de la indienii refugiați din calea spaniolilor. Dovada că Francis Drake nu a introdus cartoful în Anglia este că Cluisus, atunci când l-a vizitat pe Drake în 1581, nu pomenește nimic despre cartof. După ce armada spaniolă a fost distrusă de o furtună unele nave au eșuat pe coastele Irlandei, este posibil ca irlandezii să fi găsit cartofi și să îi fi plantat, potrivit lui Salaman. Tot Salaman consideră că în Irlanda cartoful a fost introdus în perioada 1586-1588, dar nu adus de Francis Drake.

## În Elveția și Germania
După John Gerard primul care a descris cartoful a fost botanistul elvețian Gaspard Bauhin. Acesta, în 1596, în lucrarea sa Pinax theatri botanici a dat cartofului denumirea de Solanum tuberosum, denumire preluată de Carl Linné în sistematica sa. În 1620, în lucrarea sa Promos, Gaspard Bauhin completează denumirea cartofului în Solanum tuberosum esculentum și a recunoscut înrudirea cartofului cu zârna (Solanum nigrum). Cinci ani după Bauhin, Clusius descrie amănunțit cartoful în Rariorum plantarum historiae. Potrivit lui Bauhin, Clusius este cel care introduce cartoful în Germania, în grădinile de plante medicinale ale medicului L. Scholtz din Breslau și ale lui M. Chimlecus. În orașul Offenburg este ridicat un monument în cinstea lui F. Drake, deși Clusius a introdus cartoful.

## Introducerea cartofului în Franța

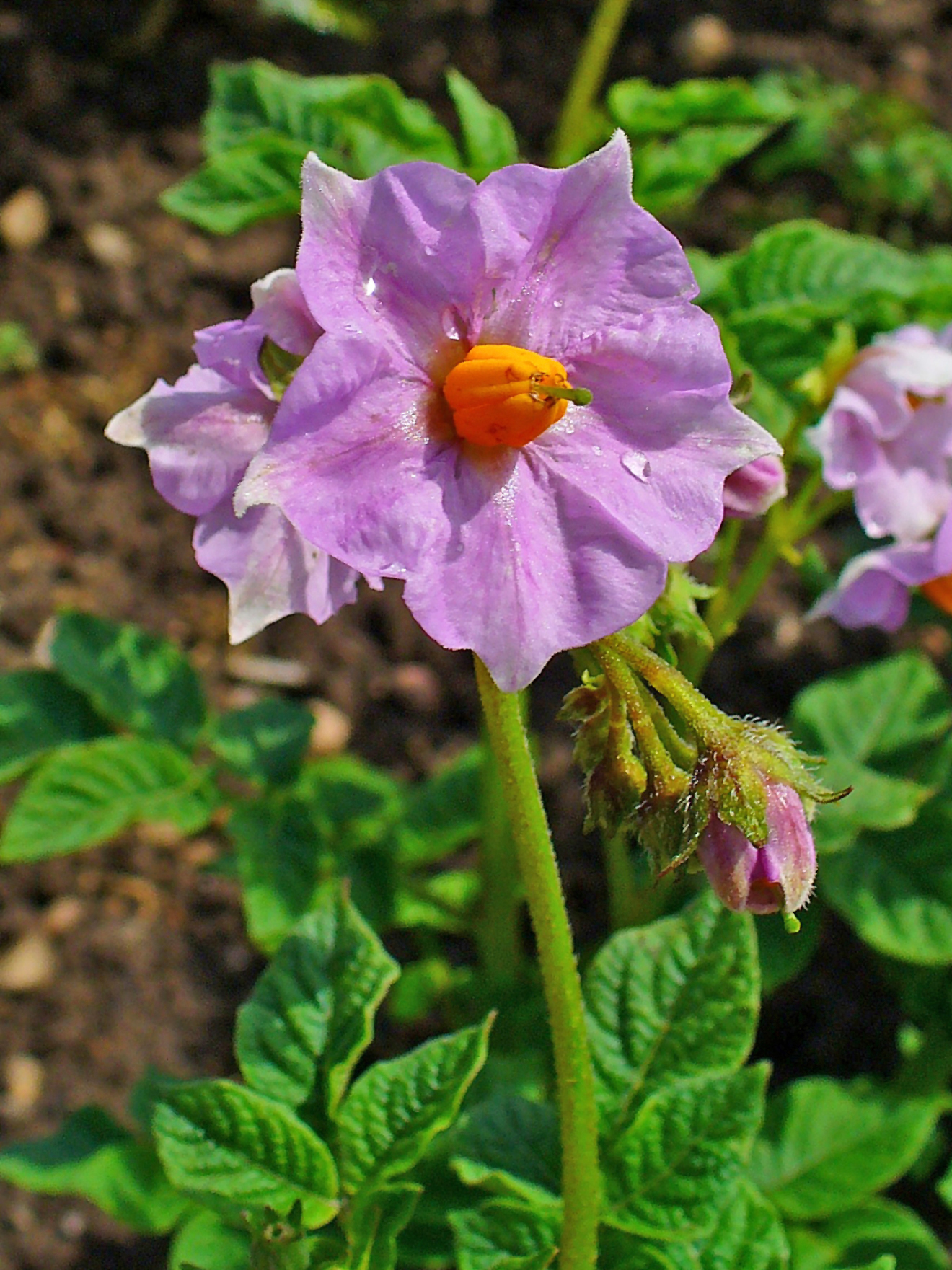
Planta nu era apreciată în Franța decât pentru calitățile ei ornamentale.

Un farmacist al armatelor franceze, prizonier în Germania, îl descoperă la fiecare masă în gamela lui. Întors în Franța, în 1763 „spițerul Armatelor”, Antoine-Augustin Parmentier, se încumetă să facă tot posibilul ca leguma să fie adoptată în Franța, încercând să găsească un leac al foametei. Însă, o violentă opoziție se declanșează și, în anumite provincii, se interzice cultivarea „plantei dăunătoare”. Parmentier a izbutit, totuși, să-i convingă pe Franklin, pe Lavoisier și pe rege, care își împodobește butoniera cu flori de cartofi.

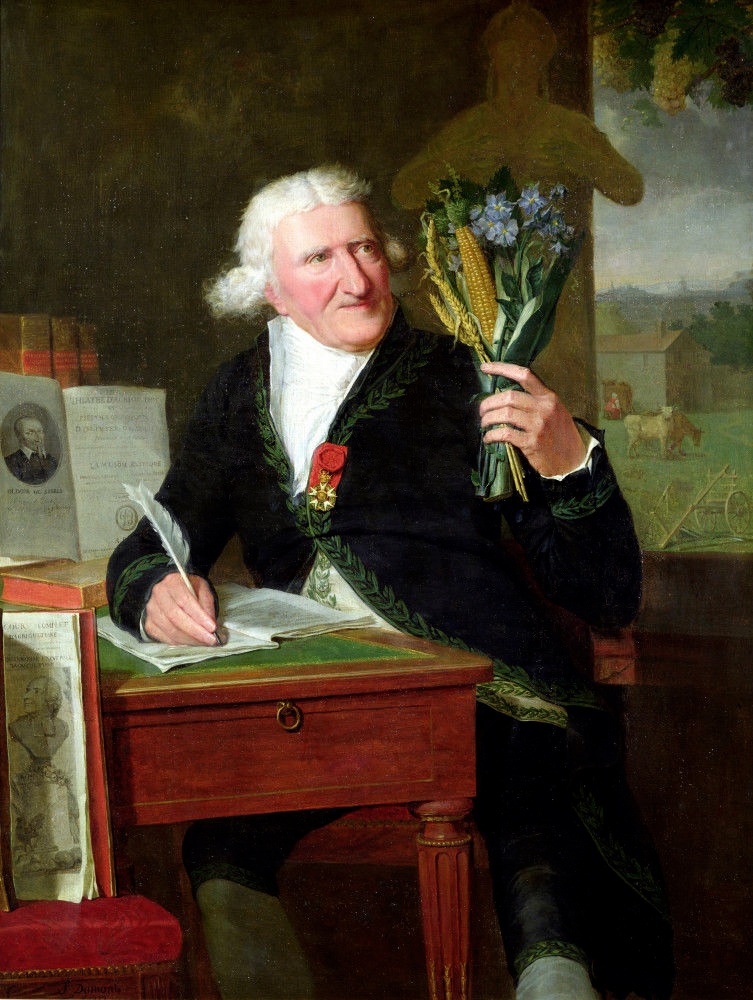
Portretul lui Parmentier

Planta nu era apreciată în Franța decât pentru calitățile ei ornamentale. În secolul al XVIII-lea, Parmentier s-a străduit s-o introducă în alimentație și nu fără greutăți: primii cartofi aveau un gust acru. Parmentier a perfecționat metodele de semănat și a înmulțit speciile, ceea ce, în cele din urmă, i-a permis să obțină varietăți cunoscute în zilele noastre. Totuși, populația rămânea neîncrezătoare. În 1771, Academia de Medicină din Paris conchide că tuberculul e nedăunător și recomandă folosirea sa.
Pentru a trezi interesul, chibzuit susținut de Ludovic al XVI-lea, Parmentier a recurs la numeroase subterfugii. El a intervenit pentru plantarea de terenuri cu cartofi la periferia Parisului (astăzi cartierele la Porte Maillot și Grenelle) și „a pus să fie păzite în mod ostentativ ziua, ca să îndemne populația să le fure noaptea”.

## Vezi și
- Schimbul columbian